# Distrito de Anpachi (Gifu)
El distrito de Anpachi (安八郡 Anpachi-gun?) es un distrito localizado en la prefectura de Gifu, Japón. En octubre de 2019 tenía una población estimada de 42.992 habitantes y una densidad de población de 725 personas por km². Su área total es de 59,27 km².

## Localidades
- Anpachi
- Gōdo
- Wanouchi